# 김달현 (1884년)
김달현(金達鉉, 1884년 7월 24일~1958년 12월)은 조선민주주의인민공화국의 독립운동가 출신 정치인이다.

## 생애
함경도 고원 태생인 그는 1908년, 천도교에 입교하였다. 1919년, 3·1 운동에 참여하다가 구속되었으며, 1922년에는 19인의 명의로 무산자동지회를 발족했다. 3월에는 신인동맹회와 합쳐 무산자동맹회를 발족하고 1932년부터는 천도교 청년당의 간부로 활동했다.
광복 후인 1946년 2월에는 북조선 천도교청우당 위원장을 역임하고, 1947년 2월 최고인민회의상임위원회 부위원장, 1948년 최고인민회의 제1기 대의원 및 부의장, 1949년 6월 조국통일민주주의전선 의장, 1957년 최고인민회의 제2기 대의원, 등을 차례로 역임하다가 1958년 12월 간첩죄로 숙청당했다.